# Stylidium dunlopianum
Stylidium dunlopianum är en tvåhjärtbladig växtart som beskrevs av S.Carlquist. Stylidium dunlopianum ingår i släktet Stylidium och familjen Stylidiaceae. Inga underarter finns listade i Catalogue of Life.